# CSS Manassas
CSS Manassas – okręt pancerny (taranowiec) marynarki Skonfederowanych Stanów Ameryki z okresu wojny secesyjnej.

## Budowa
CSS „Manassas” został przebudowany ze statku cywilnego – parowego pchacza o napędzie śrubowym „Enoch Train”, zbudowanego w 1855 w Medford w stanie Massachusetts przez J. O. Curtisa.
Po wybuchu wojny domowej w USA, zakupiony został przez kapitana (Cpt.) Johna A. Stevensona z Nowego Orleanu i z jego środków przebudowany w Algiers (obecnie część Nowego Orleanu) na pancerny taranowiec. Okręt miał nietypową konstrukcję – całą część nadwodną zastąpiono przez niską, mało wystającą nad wodę pancerną kazamatę o kształcie skorupy żółwia, opancerzoną płytami żelaznymi grubości 1½ cala (38 mm) 1 cal (25 mm), na podkładzie drewnianym. Kształt taki zmniejszał wielkość celu (wysokość kazamaty ok. 75 cm nad poziomem wody) i ułatwiał odbijanie się pocisków. Na szczycie kazamaty znajdował się pojedynczy komin. Dziób okrętu został wyposażony w podwodny taran.
Uzbrojenie, oprócz taranu, stanowiło tylko jedno działo gładkolufowe w strzelnicy w kazamacie na dziobie, strzelające do przodu – początkowo 64-funtowe, później 32-funtowe.

## Służba
„Manassas” wszedł do służby 12 września 1861, początkowo jako jednostka prywatna w służbie Konfederacji. Został wkrótce włączony w skład zespołu okrętów komodora G. Hollinsa. Służył na dolnej Missisipi, w rejonie Nowego Orleanu, dowodzony przez kpt.mar. (Lt) A. F. Worleya z Marynarki Konfederacji.
W nocy z 11 na 12 października 1861 „Manassas” w składzie zespołu komodora Hollinsa, wraz z 6 kanonierkami („Ivy”, „Jackson”, „James L. Day”, „McRae”, „Tuscarora” i „Pickens”) zaatakował w delcie Missisipi zespół okrętów Unii, który wpłynął na wody delty. W jego skład wchodziły: duży slup wojenny USS „Richmond”, mniejsze slupy żaglowe USS „Vincennes” i „Preble”, i kanonierka bocznokołowa USS „Water Witch”. „Manassas”, taranując, poważnie uszkodził USS „Richmond”; sam również doznał przy tym uszkodzeń i wycofał się. Akcja ta zmusiła okręty Unii do odwrotu, podczas którego USS „Vincennes” utknął na mieliźnie, lecz ostatecznie okręt uratowano.
W grudniu 1861 „Manassas” został zakupiony przez rząd Konfederacji i wszedł formalnie w skład jej marynarki. Wchodził następnie w skład sił broniących Nowego Orleanu na początku kampanii na Missisipi.
24 kwietnia 1862 wziął udział w bitwie z okrętami Unii eskadry komodora Farraguta, które sforsowały zagrodę na rzece koło fortów St. Philip i Jackson. CSS „Manassas” usiłował staranować slup USS „Pensacola”, lecz ten uchylił się i ostrzelał go salwą z niewielkiej odległości. „Manassas” zdołał następnie uszkodzić, taranując, po czym ostrzeliwując z działa, bocznokołową kanonierkę USS „Mississippi” i slup „Brooklyn”. Podczas kolejnego ataku na USS „Mississippi”, uchylając się przed jego ostrzałem, „Manassas” utknął jednak na mieliźnie i musiał zostać opuszczony przez załogę. Unieruchomiony okręt został ciężko uszkodzony ogniem „Mississippi”, po czym płonąc, ześlizgnął się z mielizny i zaczął dryfować w dół rzeki, obok okrętów moździerzowych Unii, a następnie wybuchnął i zatonął.
„Manassas” był pierwszym okrętem pancernym, jaki wszedł do służby podczas wojny secesyjnej i zarazem pierwszym w Ameryce i pierwszym, który zaatakował inną jednostkę.